# Рогачёв, Игорь Алексеевич
И́горь Алексе́евич Рогачёв (1 марта 1932, Москва, СССР — 7 апреля 2012, Москва, Россия) — советский и российский дипломат. Чрезвычайный и полномочный посол. Доктор исторических наук. Член Совета Федерации Федерального Собрания Российской Федерации с 2005 по 2012 год. Заслуженный работник дипломатической службы Российской Федерации (2002).

## Биография
Окончил МГИМО (1955).
- В 1956—1961 годах — сотрудник посольства СССР в КНР.
- В 1961—1965 годах — сотрудник центрального аппарата МИД СССР.
- В 1965—1969 годах — сотрудник посольства СССР в США.
- В 1969—1972 годах — советник посольства СССР в КНР.
- В 1971—1972 годах — член правительственной делегации на советско-китайских переговорах по пограничному урегулированию.
- В 1972—1978 годах — сотрудник центрального аппарата МИД СССР.
- В 1978—1983 годах — заведующий Отделом Юго-Восточной Азии МИД СССР.
- В 1983—1986 годах — заведующий I Дальневосточным отделом МИД СССР, член Коллегии МИД СССР.
- В 1986—1992 годах — заместитель министра иностранных дел СССР/России. В этом качестве, по утверждению Э. А. Шеварнадзе, руководил рабочей группой по Соглашению между СССР и США о линии разграничения морских пространств[3].
- В 1986—1987 годах — начальник Управления социалистических стран Азии МИД СССР.
- В 1987—1991 годах — глава правительственной делегации СССР на советско-китайских переговорах по пограничным вопросам.
- В 1988—1991 годах — глава делегации СССР на международных переговорах по Камбодже.
- В 1991 году — специальный представитель президента СССР в Республике Корея.
- В 1991 году — специальный представитель президента России, посол по особым поручениям в КНДР.
- С 24 января 1992 по 10 июня 2005 года — чрезвычайный и полномочный посол России в Китае.
- В 2003—2004 годах — заместитель главы российской делегации на шестисторонних переговорах в Пекине по урегулированию северокорейской ядерной проблемы.
- В 2005—2012 годах— представитель администрации Амурской области в Совете Федерации Федерального Собрания Российской Федерации, член Комитета Совета Федерации по международным делам, член Комиссии Совета Федерации по информационной политике.

Похоронен 11 апреля 2012 года на Троекуровском кладбище.
В 2011 году замечал:
Китайские дипломаты мне говорят, что я — последний из могикан, один из немногих дипломатов в Москве, кто имел контакты со всеми четырьмя поколениями китайских руководителей. Другое дело, что, например, с Мао Цзэдуном и Дэн Сяопином я общался как переводчик, а уже в последнее время общался в качестве посла и заместителя министра иностранных дел СССР

## Награды и звания
- Орден «За заслуги перед Отечеством» IV степени (2005 год)
- Орден Почёта (1999 год)
- Орден Дружбы (1996 год)
- Орден «Знак Почёта» (1971 год)
- Орден Дружбы народов (1982 год)
- Медаль «В память 850-летия Москвы» (1997 год)
- Медаль «За доблестный труд. В ознаменование 100-летия со дня рождения В. И. Ленина» (1970 год)
- Медаль «За укрепление боевого содружества» (1985 год)
- Почётное звание Заслуженный работник дипломатической службы Российской Федерации (2002 год)
- Почётная грамота Президента Российской Федерации (2012 год)
- Почётная грамота Правительства Российской Федерации (2002 год)[6]
- Нагрудный знак МИД России «За вклад в международное сотрудничество»

## Семья
Жена — Рогачёва Дюльбэр Раульевна. Дети — Галина и Илья. Сын Илья Игоревич Рогачёв (род. 1962) — дипломат, чрезвычайный и полномочный посол РФ в ЮАР и Королевстве Лесото с 2019 года.